# Oncidium ornithorhynchum
Oncidium ornithorhynchum là một loài phong lan có ở México tới Colombia.

## Hình ảnh

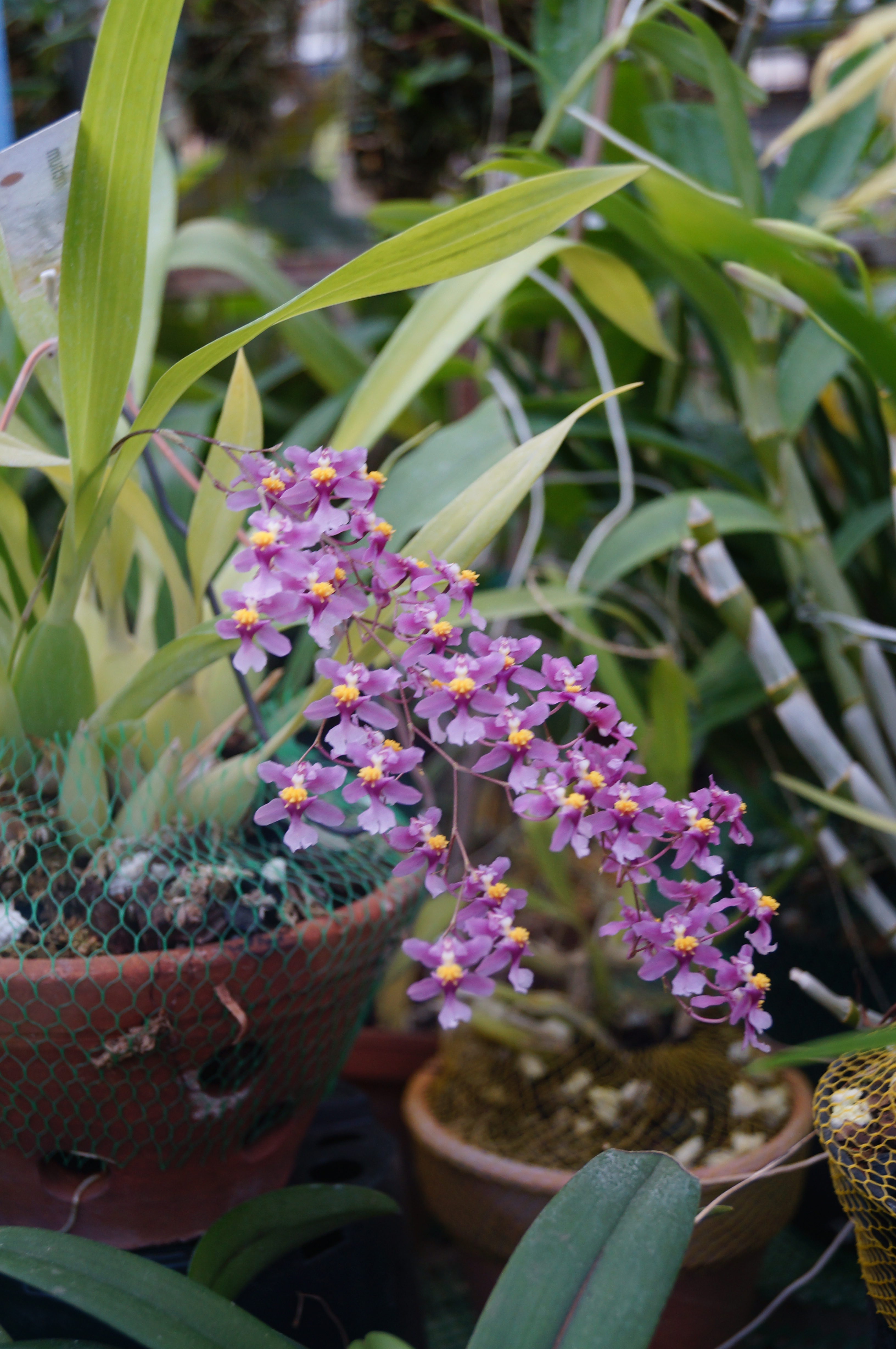
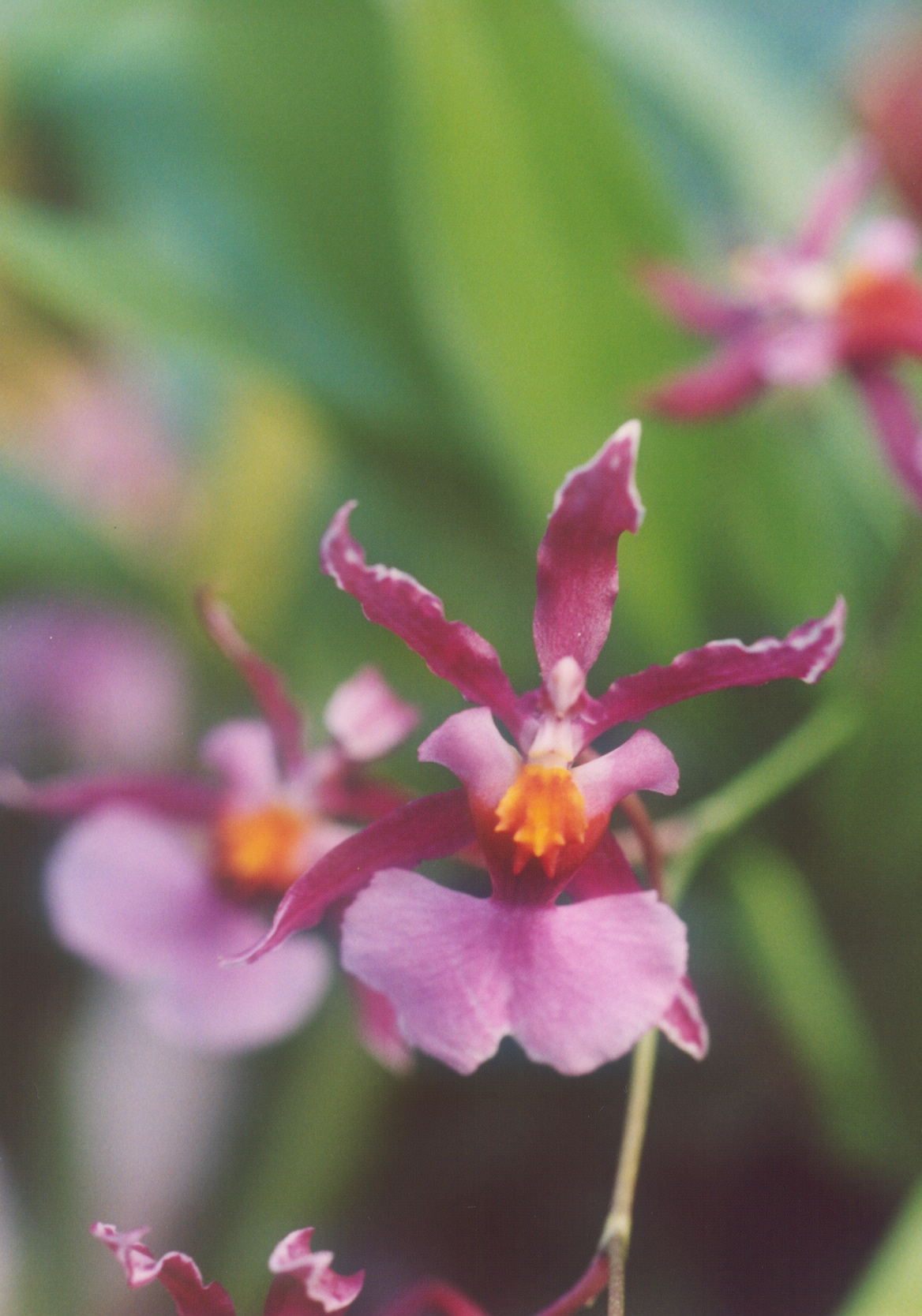
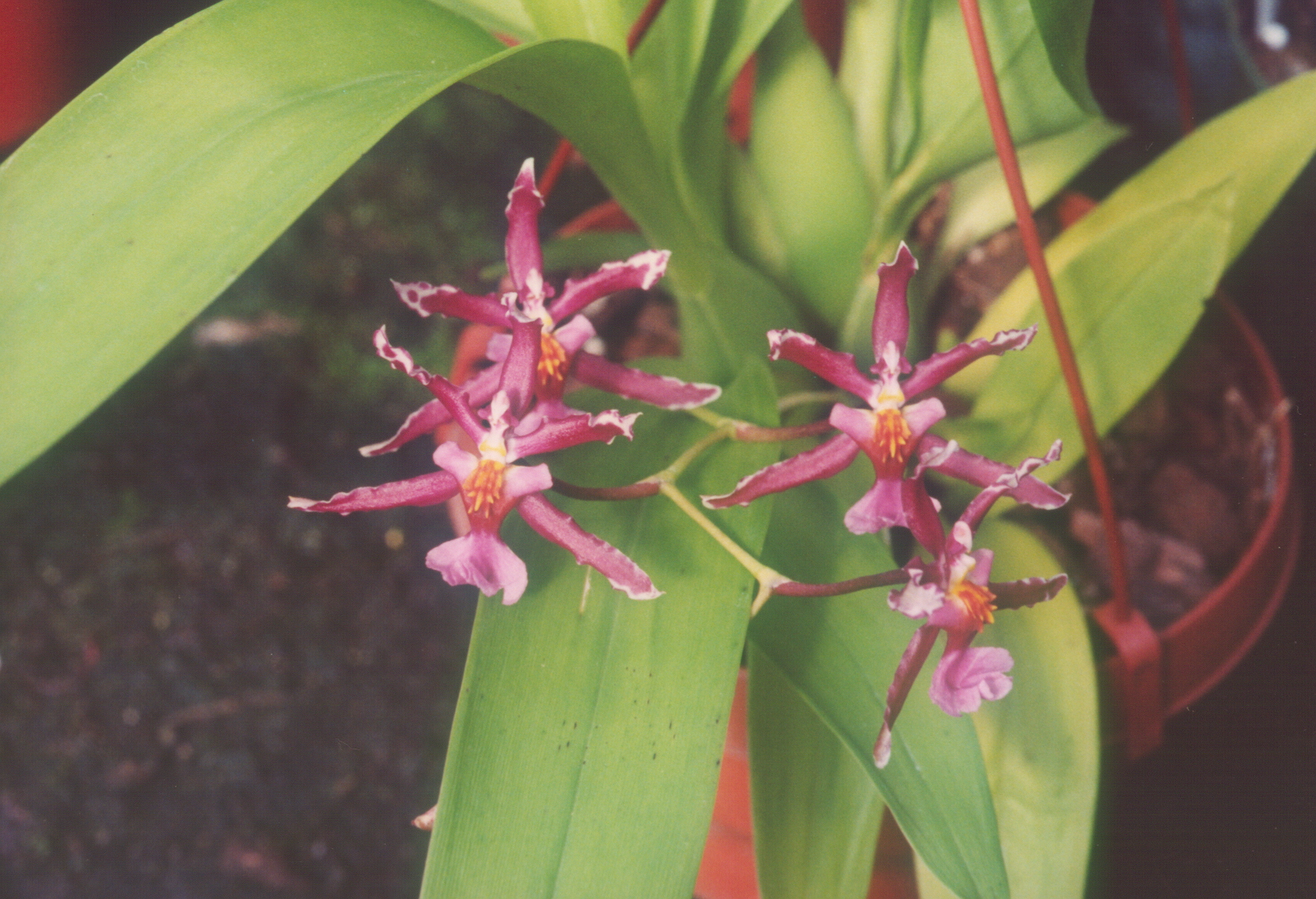
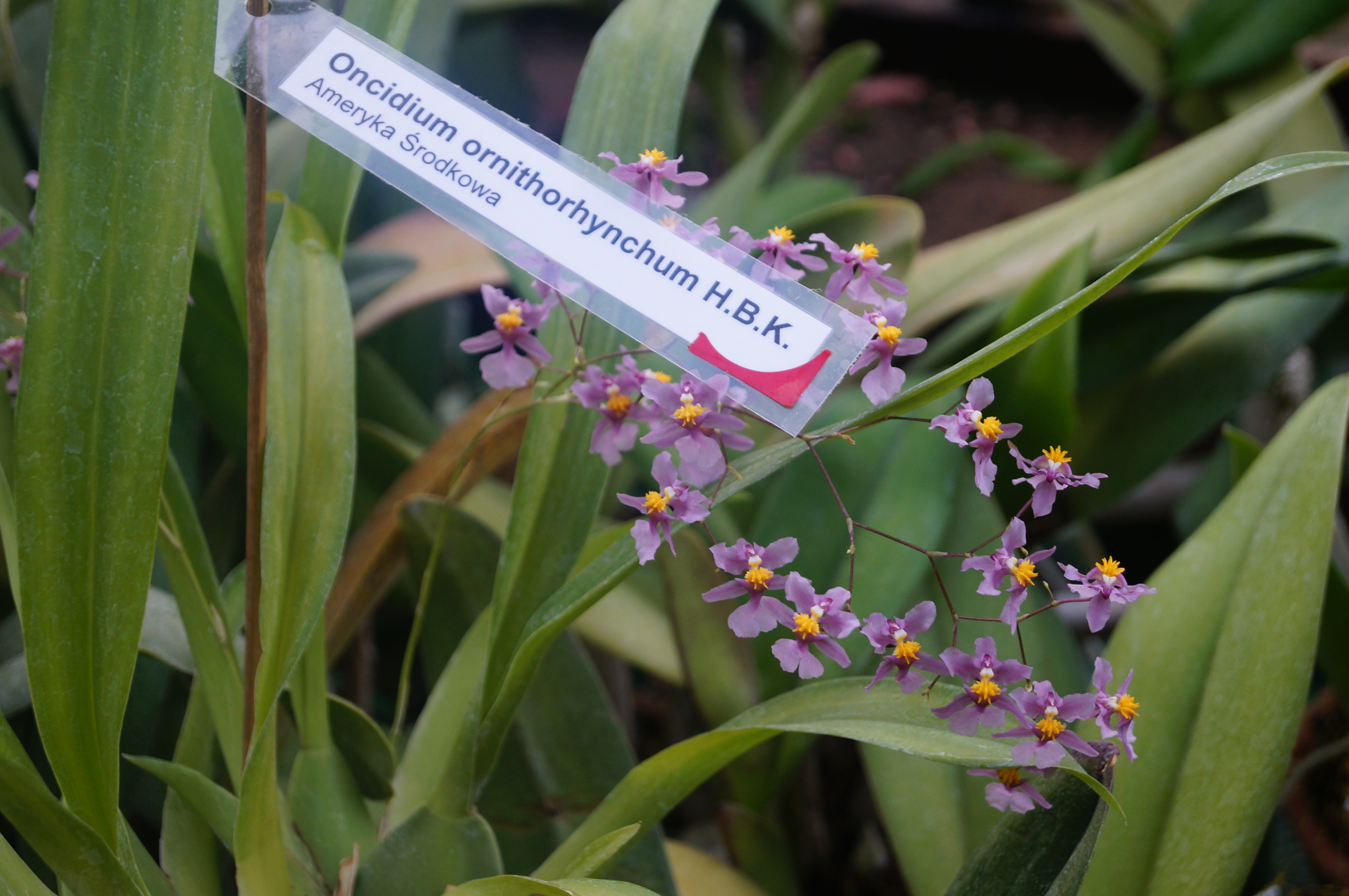